# Metacatharsius anderseni
Metacatharsius anderseni là một loài bọ cánh cứng trong họ Bọ hung (Scarabaeidae).